# Col de la Croix Saint-Robert
Le col de la Croix Saint-Robert est un col du Massif central, situé entre Besse-et-Saint-Anastaise et Mont-Dore à proximité de Clermont-Ferrand. Plus élevé que le col de la Croix-Morand, il est aussi bien moins fréquenté. En hiver, le col, impraticable en raison de la neige et des importantes congères qui peuvent atteindre plusieurs mètres en son sommet, est fermé à la circulation.
C'est également un lieu d'estive pour les troupeaux à la belle saison.
Sur la RD 36, à quelques kilomètres à l'est du col, se trouve le rocher de l'Aigle qui offre un point de vue sur les monts Dore.

## Géographie

### Topographie
Le col se trouve à une altitude de 1 451 m entre le puy de l'Angle au nord et le roc de Cuzeau au sud, dont il est séparé par le plateau de Durbise.

### Hydrologie
Des parages du col descendent plusieurs ruisseaux : à l'est, la Couze de Surains, qui débouche dans le lac Chambon ; à l'ouest, un ruisseau qui, réuni à d'autres filets d'eau qui descendent du plateau de Durbise, alimente la Grande cascade du Mont-Dore.

### Climat
Comme sur les crêtes des monts Dore, le col de la Croix Saint-Robert est souvent exposé à un vent violent.

## Activités

### Course de côte automobile
Depuis 1961, ce col est utilisé pour le championnat d'Europe et de France de la Montagne avec la course de côte Mont-Dore/Chambon-sur-Lac sur 5 075 m et 43 virages entre Monneaux et le col de la Croix Saint-Robert.

### Cyclisme

#### Tour de France
| Année | Étape | Km    | Catégorie | Départ    | Arrivée                     | Coureur passé en tête au sommet |
| ----- | ----- | ----- | --------- | --------- | --------------------------- | ------------------------------- |
| 2025  | 10e   | 155,4 | 2e        | Ennezat   | Le Mont-Dore - Puy de Sancy | Ben Healy (IRL)                 |
| 2023  | 10e   | 66,6  | 2e        | Vulcania  | Issoire                     | Warren Barguil (FRA)            |
| 2011  | 8e    | 164   | 2e        | Aigurande | Super-Besse                 | Tejay van Garderen (USA)        |

#### Profil
Depuis le carrefour (1 046 m) des avenues de la Libération et Foch et de la rue Meynadier à Mont-Dore, l'ascension est courte avec 6,5 km à 6,2 % de moyenne. L’ascension commence donc sur la D101 et comprend rapidement un passage raide pour parvenir au carrefour (1 090 m) de la route du Sancy qui mène à la station plus haut et de l’avenue Georges-Clemenceau à la sortie de la ville, après un peu moins de 700 m d’ascension. La rupture de pente nécessite un changement de braquet pour les coureurs descendant du lac de Guéry ou du col de la Croix-Morand. Après avoir pris quitté la D 983 pour la D 36 au croisement, les deux kilomètres consécutifs présentent des passages à 8 % mais les kilomètres suivants sont moins difficiles.
Depuis le carrefour (887 m) de la D996 et de la D637 à Chambon-sur-Lac, la montée présente une longueur de 9,9 km à 5,7 %. Après 1,7 km et une ligne droite assez difficile, on quitte la D 996 (qui monte au col de la Croix-Morand) pour s’engager sur la D 636 à une bifurcation (996 m). Plus loin, au km 5, au carrefour (1 135 m) du lieu-dit « La Guièze », on prend la route D36 avec 4,9 km à 6,45 % pour terminer.
Il est également possible de le gravir depuis le lieu-dit Monneaux (1 113 m) à côté de Chambon-des-Neiges pour 5,6 km à 6 %. Après 650 m, la route rejoint le carrefour de « La Guièze » (1 135 m) pour le même final que le versant grimpé depuis Chambon-sur-Lac.
Le panneau qui marque le col de la Croix Saint-Robert est situé à l’altitude de 1 446 m à proximité d’un parking sur le final du versant Est commun à Chambon-des-Neiges et Chambon-sur-Lac, à 250 m du vrai col qui se situe à l’altitude de 1 451 m.
Aussi, avec l’absence de grande végétation, l’ascension s’effectuant souvent en paysage découvert, surtout sur le versant Est, fait que le col est particulièrement exposé à des vents violents. Combiné au climat froid du Sancy, ce vent peut-être glacial.
Depuis 2016, une manche du Trophée cycliste des Grimpeurs est organisée par l'association du même nom sur le versant est du col.

### Randonnée pédestre
Le GR 4, entre le puy de l'Angle et le roc de Cuzeau, traverse la RD 36 en contrebas du col, à l'ouest, à une altitude de 1 438 m.

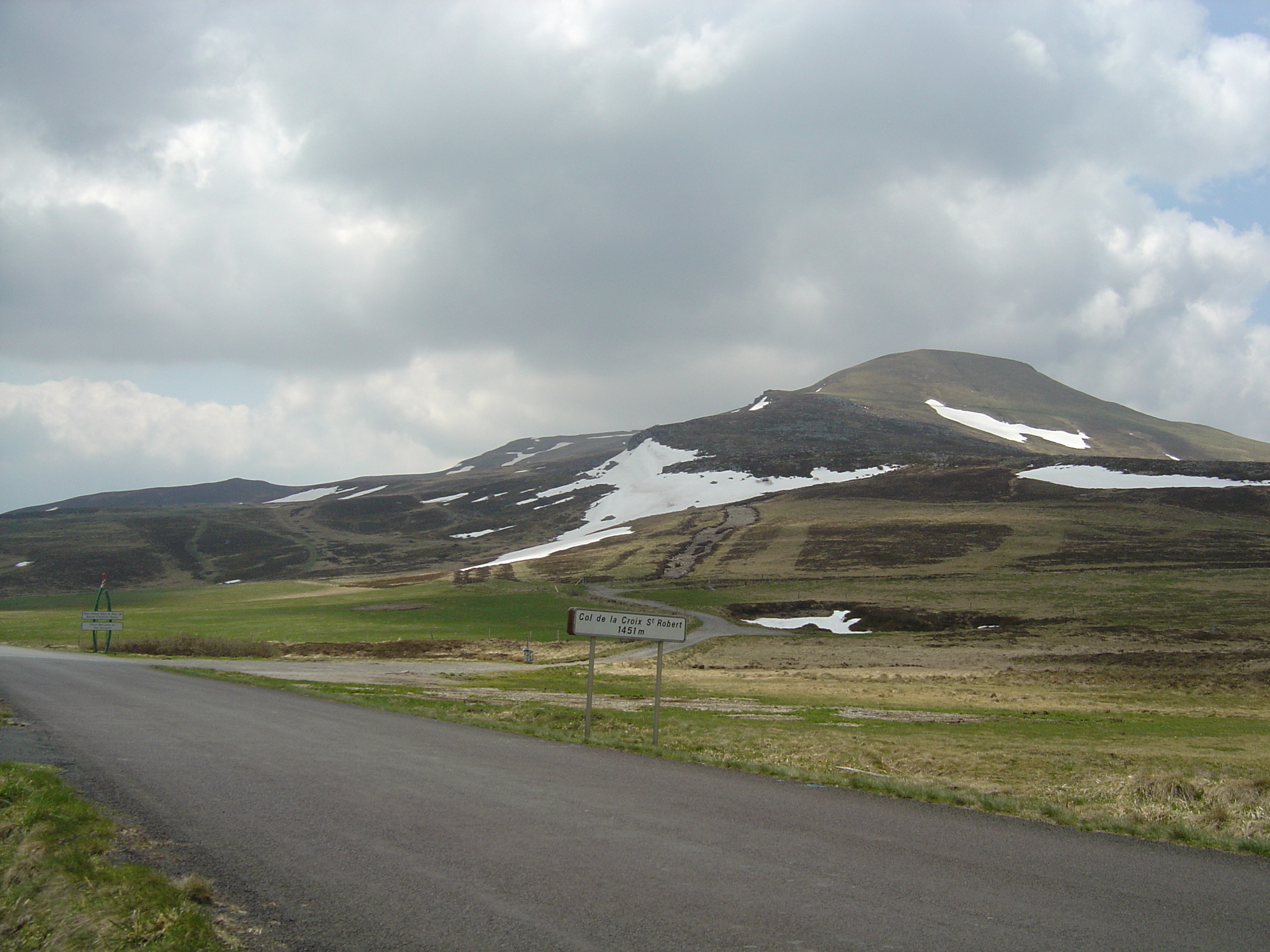
Le col de la Croix Saint-Robert au pied du roc de Cuzeau.
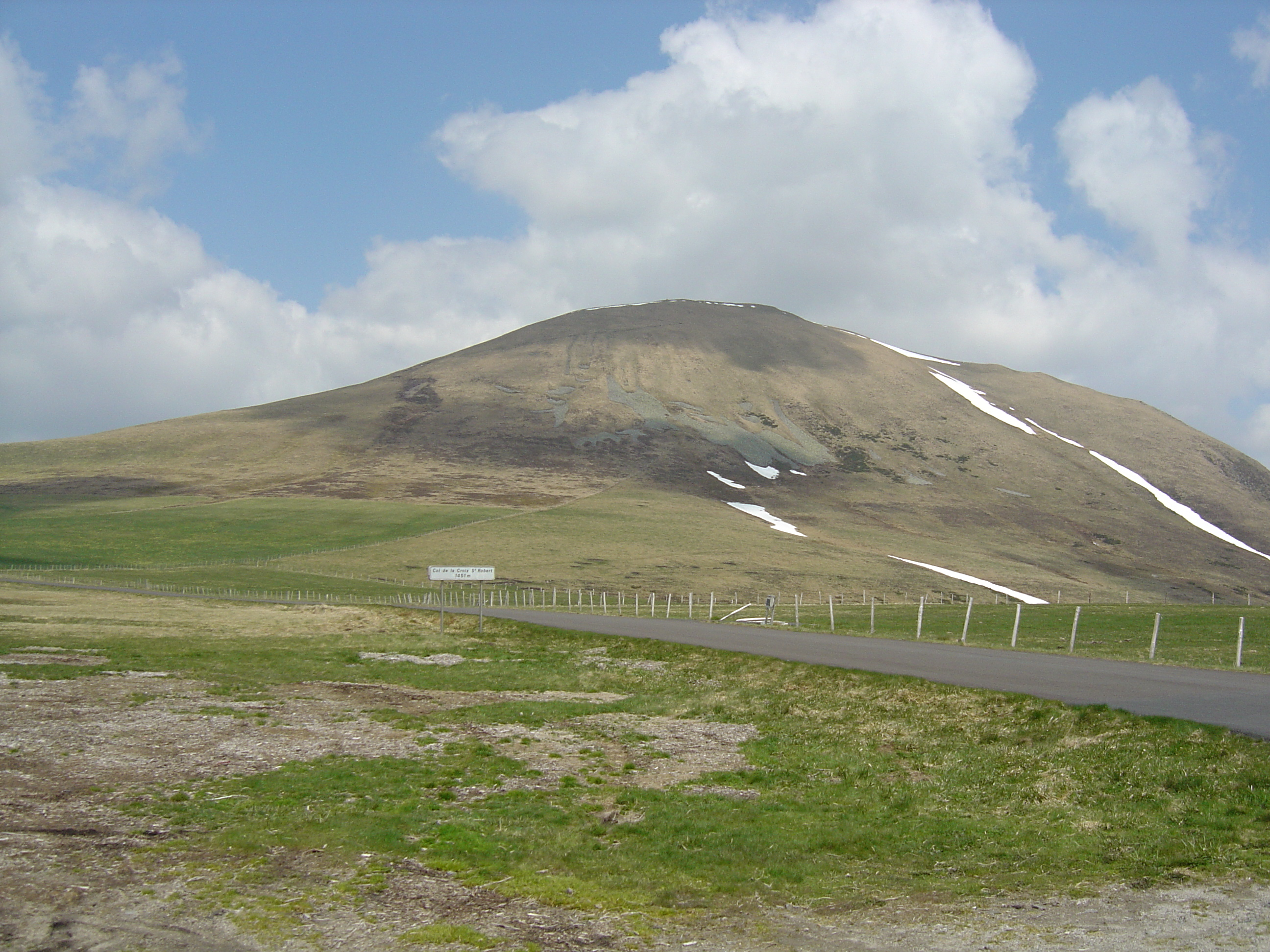
Le col au pied du puy de l'Angle.
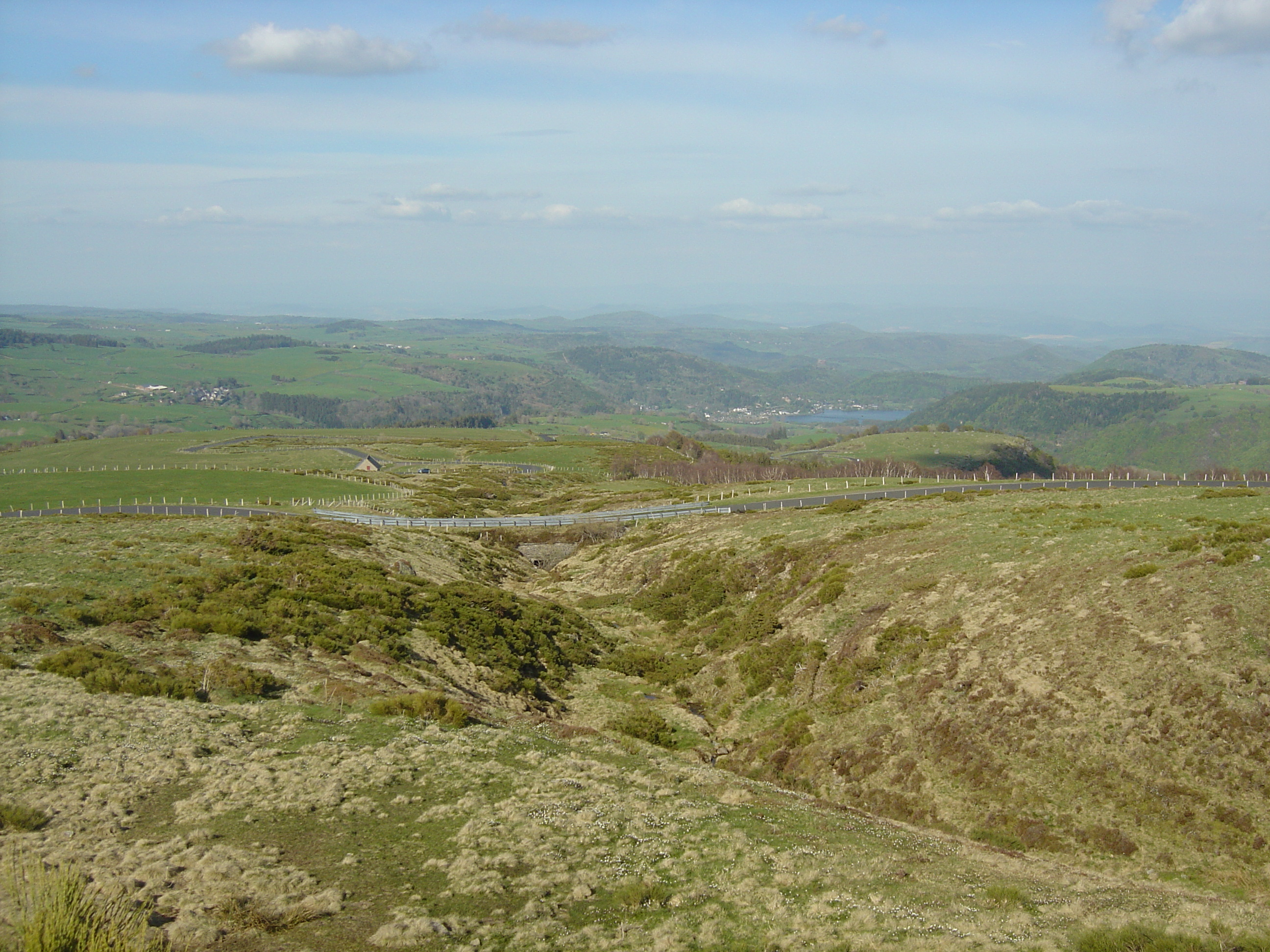
Vue sur le lac Chambon depuis la route du col versant est.
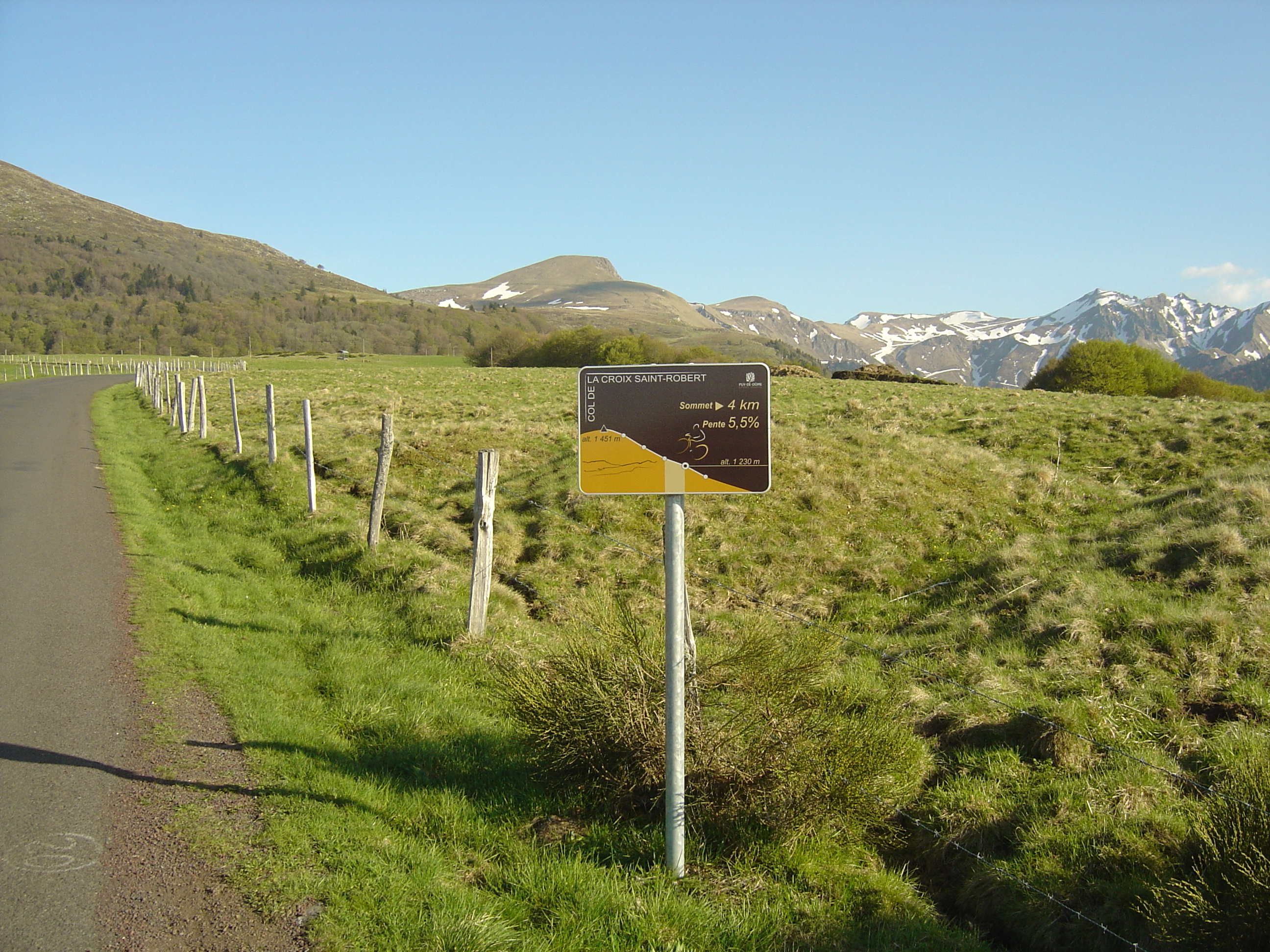
À chaque kilomètre, un panneau indique le pourcentage du kilomètre suivant ; ici sur le versant ouest.
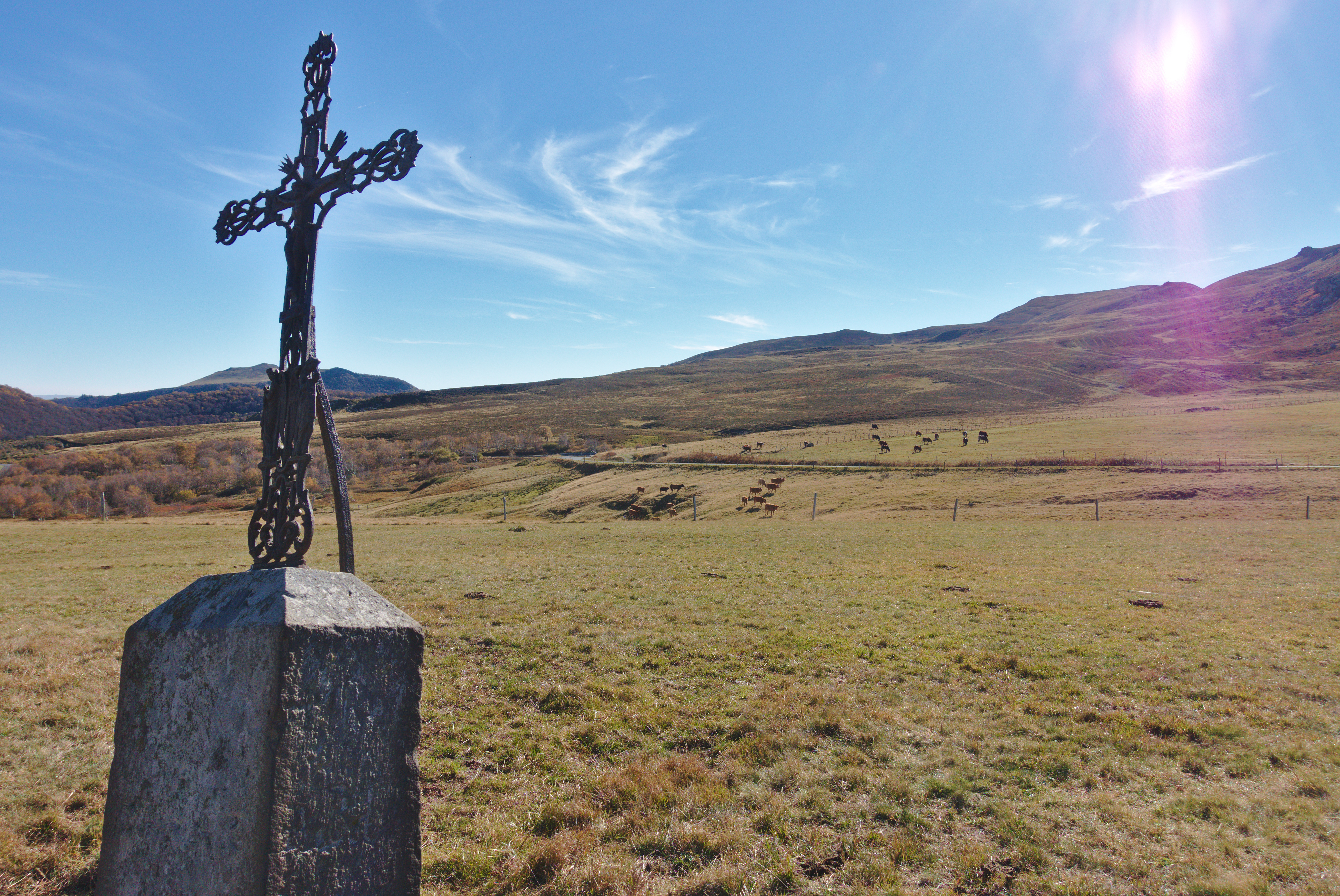
La croix au col de la Croix Saint-Robert.